# McGrath (Alaska)
Pour les articles homonymes, voir McGrath.
McGrath est une localité d'Alaska aux États-Unis dans la Région de recensement de Yukon-Koyukuk, située sur la rive gauche du fleuve Kuskokwim. En dépit de sa faible population (environ 350 habitants) McGrath est un carrefour important pour l'économie et le transport local.

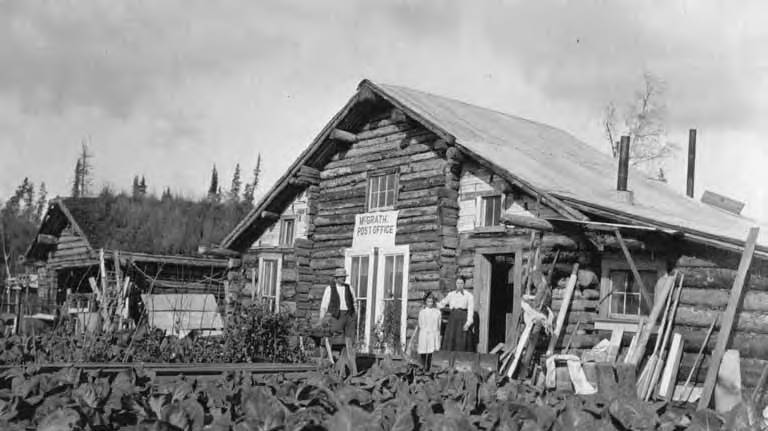
Bureau de poste de McGrath, septembre 1914

## Histoire
L'ancienne localité était un lieu de rencontre des habitants qui vivaient le long de la Big River, et y pratiquaient le commerce. En 1904, Abraham Appel y établit un comptoir. De l'or fut découvert dans la région, et comme McGrath était le point le plus septentrional pouvant être rejoint en naviguant sur le fleuve Kuskokwim, la localité devint un important lieu d'approvisionnement pour les prospecteurs et les compagnies. En 1907, une ville fut érigée, son nom lui ayant été donné d'après Peter McGrath, gouverneur local. Placée sur l'Iditarod Trail, qui reliait Nome à Seward, elle devint un lieu de commerce et d'habergement pour toutes les personnes qui, de 1911 à 1920, allaient, à pied ou en traîneau à chien, le long de cette route pour rejoindre les lieux d'extraction du minerai. Toutefois, après 1925, l'activité minière diminua fortement.
Une importante inondation en 1933 obligea les habitants à se déplacer de l'autre côté de la rivière, mais l'endroit ne se prêtait plus alors à l'activité fluviale. Une piste aérienne fut créée en 1940 et une école fut ouverte. McGrath devint alors un lieu de ravitaillement en carburant pour l'armée américaine pendant la Seconde Guerre Mondiale.

## Démographie
| Groupe               | McGrath | Alaska | États-Unis |
| -------------------- | ------- | ------ | ---------- |
| Blancs               | 41,6    | 66,7   | 72,4       |
| Autochtones d'Alaska | 36,7    | 14,8   | 0,9        |
| Métis                | 19,9    | 7,3    | 2,9        |
| Océaniens            | 0,9     | 1,1    | 0,2        |
| Asiatiques           | 0,6     | 5,4    | 4,8        |
| Autres               | 0,3     | 4,9    | 18,8       |
| Total                | 100     | 100    | 100        |
|                      |         |        |            |
| Latino-Américains    | 2,6     | 5,5    | 16,7       |

Selon l'American Community Survey, pour la période 2011-2015, 96,45 % de la population âgée de plus de 5 ans déclare parler l'anglais à la maison, 1,61 % déclare parler le tagalog, 0,97 % l'allemand et 0,97 % une autre indigène.
| 1920 | 1930 | 1940 | 1950 | 1960 | 1970 |
| ---- | ---- | ---- | ---- | ---- | ---- |
| 90   | 112  | 138  | 175  | 241  | 279  |

| 1980 | 1990 | 2000 | 2010 | - | - |
| ---- | ---- | ---- | ---- | - | - |
| 355  | 528  | 401  | 346  | - | - |